# 리오 더로셔
리오 어니스트 더로셔(Leo Ernest Durocher, 1905년 7월 27일 ~ 1991년 10월 7일)는 미국의 전 메이저 리그 베이스볼 선수이자 감독이다. 선수 시절에는 유격수로 뛰었고, 감독 통산 2009승으로 메이저 역대 10위를 기록하고 있다. 1994년 미국 야구 명예의 전당에 헌액되었다.
더로셔는 사회, 정치와 국제적 변화의 거대한 거래를 목격하였고, 그 중의 어떤 것은 그가 가져오는 도움을 주었다. 더로셔는 메이저 리그 베이스볼에서 인종적 합류에서 중요한 후원 역할을 하였다. 그의 아프리카계 미국인의 야구 재능에 솔직한 평가는 단순하게 남아있고, 만약 거칠다면 실력 사회에서 미국인의 믿음의 보증이다. 그는 야구의 가장 기억에 남는 홈런들 중의 하나인 1951년 보비 톰슨의 랠프 브랭카에 "세계 주위를 들은 숏"을 위하여 3루 코치석에 섰다. 그는 1954년 뉴욕 자이언츠를 놀라운 월드 시리즈 승리로 이끌었다.
10년간보다 더욱 긴 세월 후, 그는 6개와 절반의 좌절하는 시즌들을 통하여 시카고 컵스를 안내하여 항상 포스트시즌의 부족으로 떨어졌다. 방햐을 따라서 더로셔는 영화 배우, 연예인과 전체의 수상한 암흑가의 인물들의 수행원들과 같이 하였다. 그는 법률상의 어려움들, 즉 4번의 이혼, 팬들과 싸움을 가졌으며 바람난 여자들과 화가난 남편과 부친들이다. 그 전부를 통하여 그는 앞으로 나오는 데 자신의 능력에서 최대한 신임을 유지하였다.
더로셔는 선수와 감독 둘 다에서 성공들을 찾아 뉴욕 양키스(1928년)와 세인트루이스 카디널스(1934년)을 위한 유격수로서 활약하는 동안, 그러고나서 자이언츠의 감독(1954년)으로서 월드 시리즈를 우승하였다. 그는 내셔널 리그의 페넌트들을 우승하였으나 1941년의 브루클린 다저스와 1951년의 자이언츠와 함께 아무 챔피언십을 우승하지 않았다. 결죽적으로 "좋은 남자들이 마지막으로 온다"라는 유명한 말이 그에 귀착시켜져 미국의 문화를 통하여 인정을 얻었다.

## 어린 시절
매사추세츠주 웨스트스프링필드에서 조지와 클라린다 두로셔에게 태어났다. 그는 4명의 아들 중 막내였으나 5 피트 10 인치에 장신으로 자랐다. 그의 프랑스계 캐나다인 부모는 집에서 가끔 프랑스어를 썼다. 자신의 형들처럼 리오는 지방 퀘벡 교구 생루이에서 미사에 참석하였다.
그는 당구를 치는 데 정통하였고, 곧 돈을 사취하는 데 지방 당구장들을 자주 다녔다. 그의 운동 능력들은 또한 분명히 나타났다. 몇몇의 스포츠를 활약하는 동안 리오는 지방 야구 천재가 되었다. 회사의 팀들이 만약 리오가 경쟁적 회사들이 아닌 그들을 위하여 활약한다면 그에게 증가적으로 유리한 돈과 쉬운 직업을 마련하였다.

## 선수 경력

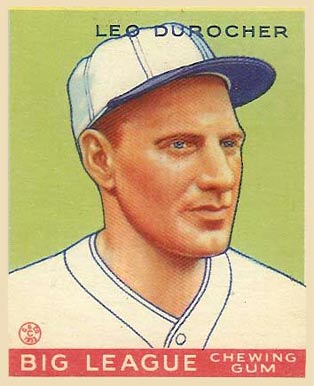
고우디 카드에 나온 더로셔의 모습

뉴욕 양키스의 스카웃에 의하여 발견된 그는 1925년 동부 리그의 하트퍼드와 함께 프로 야구를 시작하여 그 시즌에 양키스로 소집을 얻었다. 그는 2개의 경기로 들어가 하나의 타수를 가졌다. 더로셔는 다음 2개의 시즌을 마이너 리그에서 보냈으며, 남부 협회의 애틀랜타(1926년)와 아메리칸 협회의 세인트폴(1927년)에서였다. 그는 1928년 양키스로 돌아와 1973년 자신의 은퇴까지 완료적으로 메이저 리그를 떠나지 않았다.
양키스와 함께 더로셔의 시간은 격렬하였다. 밀러 허긴스 감독에 의하여 보호를 받은 그는 빠르게 베이브 루스와 루 게릭 같은 적대심의 양키스 스타들과 원수 관계를 만들었다. 루스는 더로셔의 지소의 타구 평균으로 그에게 "All-American Out"이라는 별명을 지어줬다. 루스는 또한 그를 자신의 손목시계를 훔친 것에 기소하였고, 더로셔는 고발을 맹렬하게 부인하였다.
1929년 허긴스 감독이 사망할 때 더로셔는 자신의 보호적 외막을 잃었고, 그는 1930년 시즌 전에 신시내티 레즈로 포기되었다. 레즈에서 그는 양키스에서 있었을 때보다 자신의 도박 욕망이 더욱 쉽게 빠진 것을 찾았다. 1930년 루비 하틀리와 결혼하여 하나의 자식을 두었다. 결혼 생활은 빠르게 갈라지고, 부부는 1934년에 이혼하였다. 더로셔는 이 첫 결혼 생활과 자신의 단 하나의 생물학적인 자식을 자신의 1975년 저서에서 생략하였다. 1933년 시즌을 통한 중반에 빚에 빠지고 결혼 생활을 해산한 더로셔는 세인트루이스 카디널스로 이적되었다. 그는 1934년 상대와 함께 만큼 하나의 다른 팀과 싸운 카디널스 팀의 주장이 되었고, 7개의 경기에서 디트로이트 타이거스를 상대로 월드 시리즈를 우승하였다.
9월 27일 더로셔는 재혼하는 데 시간을 택하여 이번에는 자신의 실질적 빚을 지불한 현저한 세인트루이스의 비즈니스우먼이자 패션 디자이너 그레이스 도지어와 결혼하였다. 1937년 시즌 후, 더로셔와 카디널스의 선수 겸 감독 프랭키 프리슈 사이의 불화가 브루클린 다저스로 이적으로 이끌었다. 1938년 시즌 후, 다저스의 감독 래리 맥페일은 더로셔를 다저스의 선수 겸 감독으로 임명하였다.
더로셔는 1928년 메이저 리그에서 자신의 첫 완전한 세월 동안 "The Lip" 혹은 "Lippy"라는 별명을 받았다. 이 이름들의 뿌리들과 그들을 낳은 행동이 웨스트스프링필드에서 그의 어린 시절로 돌아가 도달하였다. 더로셔는 충성되게 스프링필드 근처로부터 건너온 보스턴 브레이브스의 소형 유격수 래빗 마란빌을 숭배하였다. 5 피트 5 인치에 155 파운드 밖에 안되는 마란빌은 그들의 사이즈 부족을 위하여 보상하는 데 정신적 우세를 필요로 한 작은 선수들을 인정하였다.
야구의 정신적 경기에서 지도들은 더로셔가 마이너 리그를 통하여 진보하면서 지속되었다. 밀러 허긴스는 그가 양키스에 도달할 때 더로셔의 도제 살이를 완료하였다. 양키스와 함께 1928년 시즌 동안 더로셔는 만발하고 큰 목소리의 벤치에서 상대 팀을 야유하는 선수가 되었다. 언폭행들은 그의 감독의 세월을 통하여 지속되었다.
자신의 선수 경력의 초창기부터 그의 감독직의 세월까지 더로셔는 투덜거리기를 사랑하였다. 허긴스 감독은 돈의 사취와 함께 그의 약한 타구를 위하여 배상하는 데 160 파운드의 젊은 선수에게 용기를 주었다. 더로셔는 자신의 선도자를 자진해서 말복종시켰다. 처음에 선수로서, 그러고나서 감독으로서 그는 전혀 말싸움으로부터 수줍어 하지 않았다. 2010년으로 봐서 더로셔는 선수 혹은 감독으로서 메이저 리그의 경기로부터 가장 많이 퇴거된 것으로 사상 3위에 놓였다. 감독으로서 엄격했던 그는 4위에 왔다.
선수로서 더로셔는 또한 빠른 수비와 함께 자신을 두드러지게 하기도 하였다. 자신의 감독 경력을 통하여 그는 가끔 자신의 어린 시절의 경기들로 되돌아 가 자신보다 10년 이상 어린 몇몇의 선수들과 연타를 즐겼다. 자신의 60대에 시카고 컵스를 감독할 때마저 더로셔는 연소의 선수들과 유지하는 데 자신의 능력과 함께 팀의 2명의 스타 선수들 - 어니 뱅크스와 론 산토를 놀랍게 하였다.
더로셔는 확실히 배트와 함께 위협이 아니었다. 그는 겨우 24개의 홈런과 함께 경력 .247 점의 타자였다. 1936년 그의 최고 타구 평균은 자신이 카디널스를 위하여 .286 점을 타구할 때 왔다. 전체로 봐서 그는 앞선 세월에 더욱 나은 상연을 가져 143개의 경기에서 .265 점을 타구하였다. 그 시즌 (1935년)은 홈런 (8개), 장타율 (.376)과 타점 (78개)에서 경력 사상 기록을 포함하였다.
더로셔의 이미 제한된 다산성은 1940년대 의미있께 점차 사라졌다. 1940년 그는 자신이 1년전에 가진 절반의 경기들 (62개)보다 약간 많이 활약하였고, 175번 만으로 타구하러 왔다. 1941년, 1943년과 1945년 자신의 마지막 3년의 활약에 그는 총 26개 만의 경기에 나와 67번만 타구하였다. 1941년 브루클린 다저스는 1920년 이래 그 첫 페넌트를 우승하였으나 양키스에게 4 대 1로 월드 시리즈를 패하였다. 다음 해에 다저스는 104개의 경기를 우승하였으나 카디널스에게 페넌트를 패하였다. 1943년 다저스는 3위를 하고, 동년에 더로셔와 그레이스 여사는 이혼하였다.

## 감독 경력
1946년 군사에 복무해 온 선수들이 돌아올 때 더로셔는 전임적으로 감독직을 차지하였다. 그 일은 후에 "좋은 남자들이 마지막으로 온다"로 단순화한 진술문을 그가 만든 시즌에 있었다. 마지막 순위에 목표가 된 뉴욕 자이언츠와 감독 멜 오트는 그 이래 출판들, 인기적과 학술적인 전부의 종류에 나왔다.
기공의 1947년 시즌은 더로셔의 결석으로 주목할 만하였다. 그는 쿠바 아바나에서 봄 훈련 동안 출석되어 왔으며 브루클린 다저스로 재키 로빈슨의 승진의 브랜치 리키의 조정과 더불어 활약하였다. 겨울을 통하여 리키는 다저스의 명부로 로빈슨을 추가하는 데 더로셔가 그를 압박하고 있었다는 이야기들을 주입하였다. 하지만 브랜치가 오프닝 데이에 로빈슨이 사실 출발에 있을 것이라고 공고할 준비가 될 때 더로셔의 이력은 리키와 더저스에게 폭발적인 커브볼을 던졌다.
로빈슨이 소개된 날에 커미셔너 해피 챈들러는 더로셔를 야구로부터 1년간 출장 정지시켰다. 챈들러는 더로셔가 다시 한번 알려진 도박꾼들과 교제하였다고 주장하였다. 아바나에서 열리는 1947년의 봄 훈련에 대비하여 더로셔는 양키스의 소유자 래리 맥페일과 2명의 그런 남자가 앉아있는 것을 알아챘다. 리키와 더로셔는 두배의 학급에 관하여 챈들러에게 불평하였다. 맥페일은 비방적이면서 고발들을 비난하며 응답하였다.
챈들러는 둘다의 소유자들에게 벌금을 물게 하고 더로셔를 출장 정지 시켜 리키, 더로셔와 다저스의 팬들을 놀라게 한 운동이었다.
최근의 대실패는 리키의 두통들로 추가된 더로셔 만을 염려하였다. 1월 더로셔는 또다시 신문에 나왔는 데 이번에는 자신이 1945년에 만난 라레인 데이와 그의 결혼이다. 유타주 출신의 데이는 이미 레이 헨드릭스에게 결혼하였으나 1947년 1월 그녀는 멕시코에서 헨드릭스와 이혼하고, 그러고나서 텍사스주 엘파소에서 더로셔와 재혼하였다.
더로셔의 출장 정지는 다저스의 보이콧 논쟁을 해결하였는 데 그럼에 불구하고, 1947년 시즌의 시작이 1주 남으면서 리키는 자신의 새로운 팀을 위하여 아무 감독이 없었다. 결국적으로 그는 버트 쇼턴을 임시 감독으로 임명하였다. 쇼턴은 즉시 팀을 내셔널 리그 페넌트로 이끌었다.
그가 떠나기 전에 더로셔는 다젓의 1947년 시즌으로 두드러지게 공헌할 수 있었다. 아바나에서 다저스는 로빈슨과 팀을 인종적으로 합류시키는 리키의 계획을 배웠다. 어떤 선수들은 리키의 운동에 항의하는 청원을 퍼뜨렸다. 자신이 그것을 듣자마자 곧 더로셔는 한밤 중에 모임을 소집하였다. 결국 그가 결론을 내리면서 많은 흑인 선수들은 이기는 데 그의 맹렬한 열망을 나누었다. 그들은 배가 고팠고, 다저스와 다른 백인 선수들 자신이 더욱 열심히 활약하지 아닌 한 그들은 자신들이 대체되어야 할 것을 찾으려고 했다. 더로셔는 이기는 것에 관심을 가졌고, 만약 그것이 출발 흑인 선수들을 의미한다면 그는 그렇게 하는 데 문제가 없었다. 그는 로빈슨을 위하여 그의 후원과 공공적으로 갔다.
자신의 상스러운 말 아래 더로셔는 능력주의를 믿었다. 가장 유효적인 그 대부분은 시작한 것들이며 출연 혹은 배경의 개의치 않았다. 이 감독적 접근은 그를 1951년 월드 시리즈에서 3명의 아프리카계 미국인 선수들(몬티 어빈, 윌리 메이스와 행크 톰슨)을 출발시키는 데 그를 이끌었다.

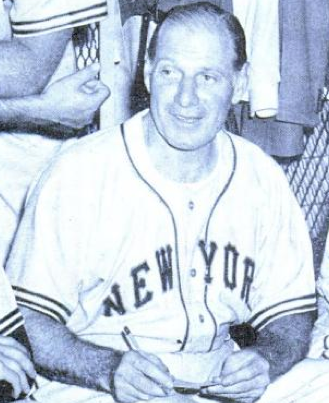
뉴욕 자이언츠 감독 시절 (1948년)

1947년 시즌을 통하여 리키는 더로셔가 그의 감독 직위를 다시 가질 것이라고 보증하였다. 페넌트를 우승하고 양키스를 월드 시리즈에서 7개의 경기로 밀어넣은 쇼턴의 상연은 리키를 그의 약속을 재숙고하도록 만들었으나 말기에 그는 약속을 지켰다. 1948년 봄 훈련에서 더로셔가 도착할 때 그는 변한 것 같이 보였다. 기자들, 선수들, 그리고 리키 마저 결혼 생활 (그리고 아마 출장 정지)이 그를 원숙해지게 만든 것을 알아차렸다. 겨울에 로빈슨은 몸무게가 늘었다. 더로셔가 로빈슨을 집적대자 로빈슨은 몸무게가 빠지고 자신의 활약 형성을 다시 얻었다.
리키는 불만족한 것으로 남아있었다. 자신이 감독적 변화를 위하여 희망한 리키는 가끔 팀이 긴장되어야 할 것을 곰곰이 생각하였다. 다저스가 35 승 37 패의 기록으로 발견되면서 시즌의 출발은 리키의 근심들을 지루하게 하였다. 호러스 스톤햄이 멜 오트를 위한 대체로서 버트 쇼턴의 능력에 관하여 문의할 때 리키는 자신의 기회를 가졌다. 더로셔가 스카우팅 여행에 몬트리올에 가면서 리키와 스톤햄이 만났다. 리키가 더로셔의 서비스를 제공하지 않은 동안 그는 또한 스톤햄이 쇼턴을 대신하여 더로셔를 위한 의문을 할 때 거부하지 않았다.
다저스의 성급한 감독은 자신들의 미워했던 라이벌 팀들을 감독하는 데 중반 시즌에 바뀌었다.
오트의 많은 선수들은 느린 발의 베테랑 들이었고, 더로셔의 적극적인 도박 스타일은 잘 앉지 않았다. 그는 시즌의 나머지를 위하여 .519 점의 기록 (41 승 38 패)으로 팀을 감독하였다. 그 일은 내셔널 리그에서 5위를 하는 것만으로 충분하였다. 다음 시즌인 1949년은 자이언츠와 함께 더로셔의 최악이었으며, 팀은 다시 5위를 하였으나 이번에는 73 승 81 패의 기록과 함께였다. 1950년부터 1955년을 통하여 자이언츠와 더로셔는 4개의 우승 시즌을 즐겼으며, 한번 만은 3위보다 낮게 왔다. 그 기간 동안 자이언츠는 2개의 내셔널 리그 페넌트와 1954년 월드 시리즈를 우승하였다. 1951년 그들은 다저스를 상대로 13개의 경기 결손을 이루고, 페넌트르 위하여 3개의 경기 플레이오프를 향하였다.
자이언츠는 보비 톰슨의 유명한 홈런에 5 대 4로 3번째 경기를 이겼다. 그러고나서 자이언츠는 양키스에게 어렵게 싸운 월드 시리즈를 패하였다. 1954년 자이언츠는 4개의 경기에서 가장 우승 후보로 보이던 클리블랜드 인디언스를 휩쓸었다. 다음해 그들은 3위를 하였다. 1955년 시즌 후, 스톤햄은 더로셔를 빌 리그니로 대체하였다.
자이언츠와 더로셔의 일정 기간은 다저스와 함께 한 그에 시간에 2위 만으로 랭킹에 들었다. 그는 자이언츠를 거의 7개와 절반의 시즌을 위하여 감독하고 .549의 우승률 (637 승 523 패)과 함께 끝냈다. 그는 다저스를 8개와 절반의 시즌을 위하여 감독하였고, 서서히 나으게 끝냈다 (738 승 565 패). 자이언츠가 그를 대체한 후, 더로셔는 비지니스를 보이는 데 자신의 장기적으로 열망한 경력을 바꾸는 목표를 설득시켰다. 하지만 자신의 몇몇의 명사 친구들에 불구하고 대부분의 노력들은 빠르게 떨어졌다. NBC에서 다양한 쇼를 주최하는 그의 시도는 변절되었다. 더로셔는 몇몇의 텔레비전 쇼에 나왔으나 그는 텔레비전과 라디오에서 야구 중계 방송을 하는 데 더욱 많은 돈을 만들었다. 데이는 1960년 그와 이혼하였다. 더로셔는 1961년부터 1964년까지 로스앤젤레스 다저스를 위한 코치를 지냈다. 형성에 진실로 그는 가끔 월터 올스턴 감독을 미적지근하고 시험적인 지도력으로 비판하였다.
1966년 시카고 컵스가 60세의 더로셔를 감독으로 임명하였다. 그 시즌에 더로셔는 감독으로서 자신의 최악의 세월 통하여 고통을 겪어 59 승 103 패로 갔다. 자이언츠와 그의 일정 기간 만큼 더로셔는 그러고나서 자신의 팀을 몇몇의 우승 시즌들을 통하여 지도하였다. 1967년부터 1971년까지 컵스는 5연속 우승 시즌을 즐겼다.
클럽은 필 리글리가 1972년 시즌을 통하여 중반에 더로셔를 해고시킬 때 46 승 44 패로 섰다. 컵스와 함께 더로셔의 시간은 일어나지 않은 것으로 대부분 기억되고 있다. 몇년 동안 재능을 지닌 클럽은 기대들의 아래로 끝냈다. 1969년이 최고의 예였다. 컵스는 100일 동안 내셔널 리그 동부 디비전을 이끌었고, 8월 뉴욕 메츠에 9개와 절반의 경기들을 앞섰다. 하지만 팀은 나쁘게 약해졌다.
시즌이 지나면서 그는 가끔 실패한 선수들을 꾸짖는 데 자신의 투수들과 경향을 잘못 이용하였다. 다시 한번 더로셔의 정력적인 스타일이 느슨해졌다. 9월에 2주 동안 컵스는 메츠의 앞서는 5개의 경기에서 그들의 뒤로 4개와 절반의 경기로 떨어졌고, 결국적으로 8개의 경기들을 도로 끝냈다. 컵스는 1970년 극적인 용해없이에 불구하고 다시 2위를 하였다. 1971년 그들은 3위르 하였다. 그해에 더로셔와 선수들 사이의 싸움과 함께 사건이 일어났다. 다저스와 자이언츠와의 이전의 일정 기간과 달리 더로셔는 전혀 컵스의 아프리카계 미국인 선수들과 관계를 짖지 않았다.
그의 가장 공동적 감독 전술들 중의 하나는 선수들이 더욱 나으게 활약할 수 있는 데 그들을 흠잡고 성나게 하는 것이었다. 그는 밀러 히긴스 감독으로부터 이 기술을 들었고, 재키 로빈슨 같은 스타 선수들과 함께 잘 되었다. 컵스와 함께 그 일은 실패하였다. 투수 켄 홀츠먼은 더로셔의 되풀이가 된 반유대주의 의견들에 모욕을 택하였다. 커트 플러드의 예비 조항에 법적인 도전 후 세월에 더로셔의 잘 알려진 적대 행위는 지독한 후퇴를 나타냈다. 1972년 시즌을 통한 절반에 소유자 필 리글리는 충분히 가졌고, 더로셔를 화이트 로크먼과 대체하였다. 더로셔는 장기적으로 나태하게 남아있지 않았다. 휴스턴 애스트로스가 1972년 그의 마지막 31개의 경기를 위하여 그를 주장으로 만들었다. 전과 같이 그는 팀의 설립된 스타 선수들과 언쟁하였는데 이 경우에서 투수 래리 디어커였다. 더로셔는 영구히 은퇴하기 전에 1973년의 전체 시즌을 감독하여 82 승 80 패로 갔으며 1975년 말 다이헤이요 클럽 감독에 임명됐으나 건강사정 탓인지 고사했다.

## 이후의 세월
더로셔는 캘리포니아주로 돌아가 자신이 헌액되기로 되어있는 것으로 느끼던 명예의 전당 인정을 기다렸다. 그와 그의 4번째 부인 린 워커 골드뱃은 1981년에 이혼하였으나 일찍이 세월에 이미 헤어졌다. 더로셔는 1969년 시카고의 사교계 명사와 결혼하였다.
세월이 지나면서 더로셔는 자신의 로마 가톨릭 신앙을 재발견하였다. 그는 자신의 지방 교구에서 토요일 저녁 미사에 신성한 안내인을 지냈다. 그는 또한 명예의 전당에 의하여 자신의 감각 경멸에 증가적으로 쓰라리게 되었다. 1991년 10월 7일 팜스프링스에서 86세의 나이로 사망하여 로스앤젤레스에 있는 헐리우드 힐스 공동 묘지에 안장되었다. 1994년 미국 야구 명예의 전당으로 결국적으로 헌액된 날 라레인 데이가 상을 대신 받았다.
더로셔의 야구 명예의 전당으로 사후의 선거는 그의 감독 경력에 독점적으로 휴양하였다. 24개의 시즌에 더로셔는 2,008 승 1,709 패의 기록과 .540의 우승률을 모았다.